# 2011 CY119
2011 CY119 est un transneptunien en résonance 1:3 avec Neptune, de magnitude absolue 6,7 son diamètre est estimé à 200 km.